# Distinguished Flying Cross (Vereinigtes Königreich)

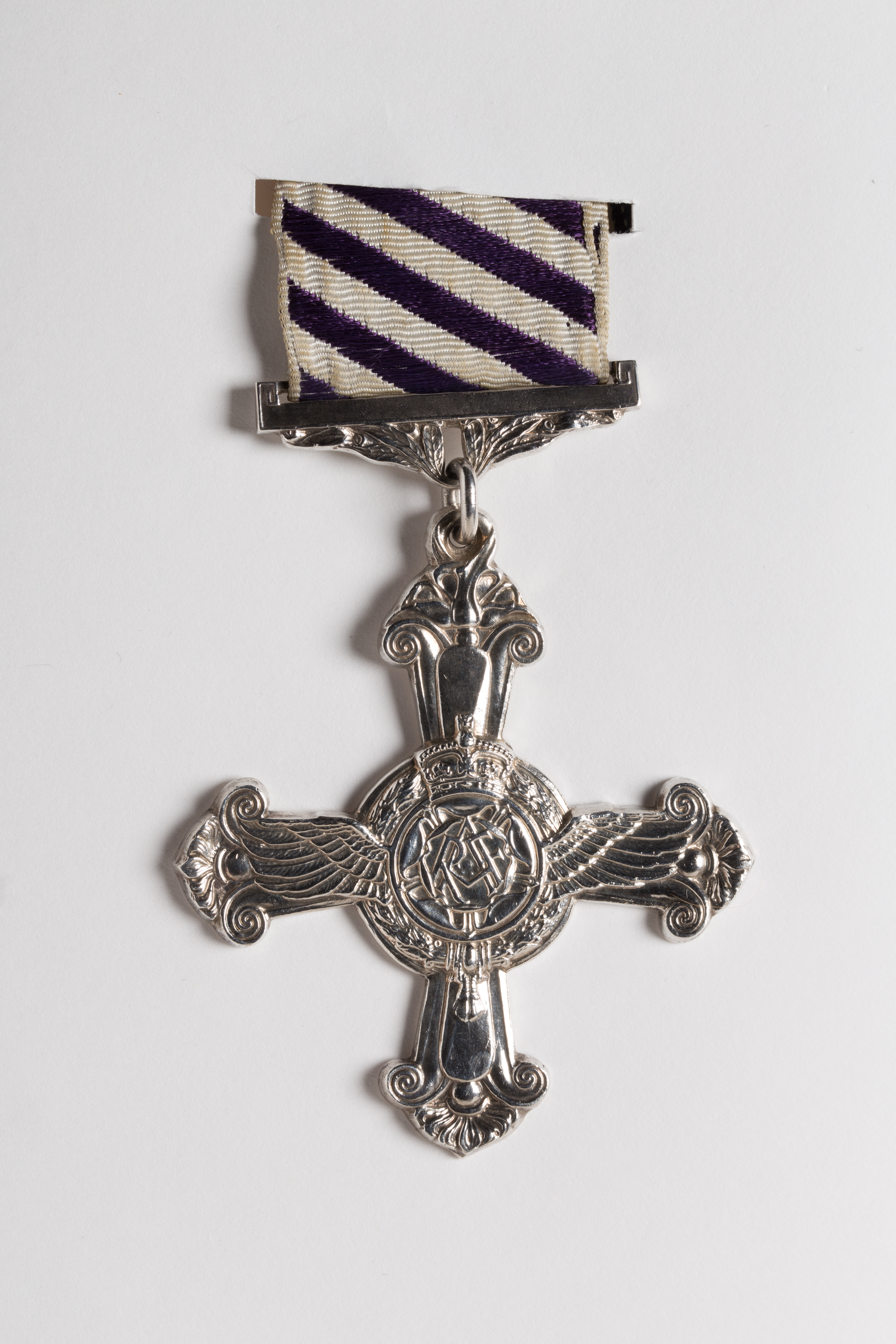
Distinguished Flying Cross

Das Distinguished Flying Cross ist als militärische Kriegsauszeichnung Teil des britischen Ordenssystems. Es wird an Mitglieder der Royal Air Force für Tapferkeit während aktiver Teilnahme an Kriegshandlungen verliehen. Früher wurde es auch an Offiziere anderer Commonwealth-Nationen verliehen. Mittlerweile wurde diese Tradition seit 2001 wieder aufgenommen. So erfolgten Verleihungen an Angehörige der Royal Canadian Navy, Royal Canadian Air Force, Canadian Army und der indischen Streitkräfte sowie der Gurkhas. Gleichstufige Auszeichnungen sind das Distinguished Service Cross der Royal Navy und das Military Cross der British Army.

## Geschichte
Die Auszeichnung wurde am 3. Juni 1918, unmittelbar nach Gründung der Royal Air Force, gestiftet. Ursprünglich konnte es an Offiziere und Warrant Officers verliehen werden. Seit dem Ende des Zweiten Weltkriegs wird es auch an Heeres- und Marineflieger dieser Ränge verliehen. 1993 erfolgte die Ausweitung auf alle Laufbahngruppen, nachdem die Verleihung der Distinguished Flying Medal eingestellt wurde.
Im Ersten Weltkrieg wurde die Auszeichnung an etwa 1.100 Männer verliehen, davon in 70 Fällen zweimal und in drei Fällen dreimal. Im Zweiten Weltkrieg war das Distinguished Flying Cross mit 20.354 Verleihungen die am häufigsten verliehene Kriegsauszeichnung des Vereinigten Königreichs. Etwa 1.550 Männer wurden doppelt und 45 dreifach damit ausgezeichnet, 1289 (Stand Januar 2016) Auszeichnungen erfolgten ehrenhalber an Angehörige verbündeter Luftwaffen.
Im Jahre 2008 wurde Flight Lieutenant Michelle Goodman als erste Frau mit dem Distinguished Flying Cross ausgezeichnet.

## Ordensgliederung
Die Auszeichnung ist einklassig. Allerdings kann die Auszeichnung, wie alle britischen Kriegsauszeichnungen, mehrfach vergeben werden. Dies wird dann durch eine besondere Spange („Bar“) auf dem Medaillenband gekennzeichnet.

## Insignien
Ordenszeichen ist ein gleichschenkliges Kreuz mit 2 1/8 inch Durchmesser. Der obere Schenkel endet in einer Rose, auf den beiden senkrechten Schenkeln sind Propellerblätter abgebildet. In der Mitte befindet sich das Monogramm der Royal Air Force mit der Imperial State Crown umgeben von einem Lorbeerkranz.
Auf der Rückseite befinden sich die Initialen des jeweils regierenden britischen Monarchen und auf dem unteren Balken die Jahreszahl der Verleihung. Die Medaille wurde von dem Künstler Edward Carter Preston entworfen.
Das Ordensband, an dem die Auszeichnung getragen wird, hat abwechselnd dunkelviolette und weiße Streifen, die ursprünglich horizontal, seit 1919 jedoch diagonal angeordnet sind. Das Band wird unten von einem silbernen Balken begrenzt, auf dem Lorbeerblätter abgebildet sind.

## Hierarchie und Privilegien
Die Ausgezeichneten haben keine Position in der Protokollarischen Rangordnung im Vereinigten Königreich (Order of Precedence). Empfänger des Distinguished Flying Cross sind berechtigt, nach ihrem Namen das Kürzel „DFC“ oder gegebenenfalls „DFC & Bar“ bzw. „DFC & Two Bars“ zu führen, welches auf die Auszeichnung hinweist (sog. „post-nominals“).